# Yusupha Njie
Yusupha Njie (* 1. März 1994 in Banjul) ist ein gambischer Fußballspieler, der als Stürmer für den katarischen Verein al-Markhiya SC und die gambische Nationalmannschaft spielt. Er ist der Sohn von Momodou „Biri Biri“ Njie, der weithin als der größte gambische Fußballspieler aller Zeiten galt.

## Karriere
Der in Banjul geborene Njie begann seine Jugendkarriere beim örtlichen Verein Wealers FC, bevor er 2004 zur Akademie von Cherno Samba wechselte. Im Jahr 2007 wurde er für die U15-Nationalmannschaft gescoutet; Er reiste mit ihnen, um an einem Pokalwettbewerb in Norwegen teilzunehmen. Zwei Jahre später absolvierte er ein zweiwöchiges Probetraining beim norwegischen Verein SK Brann, wo zu dieser Zeit sein Halbbruder Tijan Jaiteh spielte. Obwohl er die Mannschaftsoffiziellen beeindruckte, konnte er auf deren Wunsch aufgrund von Verpflichtungen mit der U17-Nationalmannschaft, einschließlich des Qualifikationsturniers zur Afrikanischen U-17-Meisterschaft 2011, nicht zurückkehren. Außerdem reiste er 2010 für zwei Wochen nach Spanien, um beim ehemaligen Verein seines Vaters, den FC Sevilla, ein Probetraining abzuhalten.
Njie wechselte 2011 zum gambischen Erstligisten Real de Banjul und verbrachte die folgenden zwei Spielzeiten bei ihnen, was ihnen 2012 den Meistertitel einbrachte. Ihr Sieg sicherte ihnen einen Platz in der CAF Champions League 2013, wo er maßgeblich zum 2:1-Sieg im Rückspiel über den marokkanischen Verein FUS de Rabat in der Vorrunde beitrug. Obwohl sie aufgrund der Gesamttore ausschieden, erregte sein Spiel die Aufmerksamkeit von Rabat-Trainer Jamal Sellami, der Njie vier Monate später nach einem erfolgreichen Probetraining mit dem Verein einen Vierjahresvertrag unterschrieb.

„„Es war ein tolles Gefühl, es zu gewinnen, und ich bin im Moment sehr dankbar. Ich wurde eingeladen, mein Land zu vertreten, und es war mein Traum, hierher zu kommen und zu spielen, aber die Zeit war sehr knapp, weil wir um die Meisterschaft kämpften, die mein Ziel war.“ Der Verein hatte noch nie gewonnen, also war es für mich Geschichte.“

Nachdem Njie 2014 mit Rabat den marokkanischen Pokal gewonnen hatte, führte er sie 2015/16 zu ihrem ersten Meistertitel. In diesem Jahr wurde er zum besten Spieler Rabats gewählt und zog weitere Aufmerksamkeit europäischer Vereine auf sich. In diesem Jahr erzielte er auch sein zweites und drittes CAF-Confederation-Cup-Tor in seiner Karriere, doch Rabat verlor schließlich im Halbfinale gegen den algerischen Verein MO Béjaïa.
Njie erzielte das entscheidende Tor im Rückspiel der Play-off-Runde gegen den marokkanischen Rivalen MAS Fez während der Qualifikation zum CAF Confederation Cup 2017. Nach einem 2:1-Sieg im ersten Spiel erzielte Njie das zweite Tor bei einem 1:1-Unentschieden, um einen 3:2-Gesamtsieg sicherzustellen und sie in die Gruppenphase zu schicken. Im ersten Spiel der Gruppenphase besiegte Rabat den ugandischen Landesmeister KCCA mit 3:0. Njie trug mit einem Tor und einer Vorlage bei.
Im Juli 2017 wechselte Njie zum portugiesischen Verein Boavista Porto mit einer einjährigen Leihe und einer Kaufoption im Januar. Später schloss er sich Boavista dauerhaft an.
Im Juli 2018 wurde berichtet, dass Njie beim französischen Verein Stade de Reims unterschrieben hatte, der Vertrag jedoch am folgenden Tag aufgrund fehlgeschlagener medizinischer Tests annulliert wurde.
Am 9. Juni 2023 gab der katarische Verein al-Markhiya SC die Unterzeichnung eines Zweijahresvertrags mit Njie bekannt, nachdem sein Vertrag mit Boavista ausgelaufen war.
Njie gab sein Debüt in der A-Nationalmannschaft mit Gambia am 11. Juni 2017 in einem Qualifikationsspiel zum Afrika-Cup 2019, als er bei einer 0:1-Niederlage gegen Benin für Hamza Barry eingewechselt wurde. Er spielte beim Afrika-Cup 2019, dem ersten kontinentalen Turnier seiner Nationalmannschaft, wo sie ein sensationelles Viertelfinale erreichten.

## Persönliches
Er ist nicht nur der Sohn von Momodou „Biri Biri“ Njie, sondern auch der Halbbruder des gambischen Fußballspielers Tijan Jaiteh.